# Vallant-Saint-Georges
Vallant-Saint-Georges är en kommun i departementet Aube i regionen Grand Est (tidigare regionen Champagne-Ardenne) i nordöstra Frankrike. Kommunen ligger  i kantonen Méry-sur-Seine som ligger i arrondissementet Nogent-sur-Seine. År 2022 hade Vallant-Saint-Georges 417 invånare.

## Befolkningsutveckling
Antalet invånare i kommunen Vallant-Saint-Georges
Referens: INSEE